# Illustrated Life Rhodesia
Illustrated Life Rhodesia — двотижневий ілюстрований журнал, що виходив у Солсбері (нині Хараре) у Родезії, видавничою компанією Graham Publishing Company щонайменше з 1968 по 1978 рік. Орієнтований на біле родезійське населення, він містив статті з історії Родезії, а також про поточні події та видатних місцевих особистостей. Дехто вважав його ліберальним, оскільки під редакцією Гейді Галл він часто критикував уряд Яна Сміта; з усім тим, він опублікував позитивний звіт про схему «захищених сіл», запроваджену урядом.